# Nattens Gaade (Kinografen)
|  | For Nordisk Films udgivelse under samme navn samme år, se Nattens Gaade |
Nattens Gaade er en dansk stumfilm fra 1915 produceret og distribueret af A/S Kinografen. Filmens manuskript er skrevet af Laurids Skands. Instruktøren er ubekendt. 
Filmen er en spillefilm, der har Edith Buemann Psilander i hovedrollen. 
Filmen havde dansk biografpremiere den 26. oktober 1915. Samme år havde A/S Nordisk Films Kompagni udsendt en anden film under samme navn. 